# Marko Elsner
Marko Elsner   (Ljubljana, 11 d'abril de 1960 - Ljubljana, 18 de maig de 2020) fou un futbolista eslovè de la dècada de 1980.
Fou internacional amb la selecció iugoslava i la selecció eslovena.
Pel que fa a clubs, defensà els colors de Olimpija Ljubljana, Estrella Roja de Belgrad, OGC Nice i Admira Wacker.